# Ananse
Ananse, ou Anansi, é uma lenda africana. Conta um caso interessante, no qual no mundo antigo não havia histórias e por isso viver aqui era muito triste.

## Lenda
Houve um tempo em que na Terra não havia histórias para se contar, pois todas pertenciam a Nyame, o Deus do Céu.
Kwaku Ananse, o Homem Aranha, queria comprar as histórias de Nyame, o Deus do Céu, para contar ao povo de sua aldeia, então por isso um dia, ele teceu uma imensa teia de prata que ia do céu até o chão e por ela subiu.
Quando Nyame ouviu Ananse dizer que queria comprar as suas histórias, ele riu muito e falou:
- O preço de minhas histórias, Ananse, é que você me traga Osebo, o leopardo de dentes terríveis; Mmboro os marimbondos que picam como fogo e Moatia a fada que nenhum homem viu.
Ele pensava que com isso, faria Ananse desistir da idéia, mas ele apenas respondeu:
- Pagarei seu preço com prazer, ainda lhe trago Ianysiá, minha velha mãe, sexta filha de minha avó.
Novamente o Deus do Céu riu muito e falou:
- Ora Ananse, como pode um velho fraco como você, tão pequeno, pagar o meu preço?
Mas Ananse nada respondeu, apenas desceu por sua teia de prata que ia do Céu até o chão para pegar as coisas que Deus exigia. Ele correu por toda a selva até que encontrou Osebo, leopardo de dentes terríveis.
- Aha, Ananse! Você chegou na hora certa para ser o meu almoço.
- O que tiver de ser será - disse Ananse - Mas primeiro vamos brincar do jogo de amarrar?
O leopardo que adorava jogos, logo se interessou:
- Como se joga este jogo?
- Com cipós, eu amarro você pelo pé com o cipó, depois desamarro, aí, é a sua vez de me amarrar. Ganha quem amarrar e desamarrar mais depressa. - disse Ananse.
- Muito bem, rosnou o leopardo que planejava devorar o Homem Aranha assim que o amarrasse.
Ananse, então, amarrou Osebo pelo pé, pelo pé e pelo pé, e quando ele estava bem preso, pendurou-o amarrado a uma árvore dizendo:
- Agora Osebo, você está pronto para encontrar Nyame o Deus do Céu.
Aí, Ananse cortou uma folha de bananeira, encheu uma cabaça com água e atravessou o mato alto até a casa de Mmboro. Lá chegando, colocou a folha de bananeira sobre sua cabeça, derramou um pouco de água sobre si, e o resto sobre a casa de Mmboro dizendo:
- Está chovendo, vocês não gostariam de entrar na minha cabaça para que a chuva não estrague suas asas?
- Muito obrigado, Muito obrigado!, zumbiram os marimbondos entrando para dentro da cabaça que Ananse tampou rapidamente.
O Homem Aranha, então, pendurou a cabaça na árvore junto a Osebo dizendo:
- Agora Mmboro, você está pronto para encontrar Nyame, o Deus do Céu.
Depois, ele esculpiu uma boneca de madeira, cobriu-a de cola da cabeça aos pés, e colocou-a aos pés de um flamboyant onde as fadas costumam dançar. À sua frente, colocou uma tigela de inhame assado, amarrou a ponta de um cipó em sua cabeça, e foi se esconder atrás de um arbusto próximo, segurando a outra ponta do cipó e esperou.
Minutos depois chegou Moatia, a fada que nenhum homem viu. Ela veio dançando, como só as fadas africanas sabem dançar, até aos pés do flamboyant. Lá, ela avistou a boneca e a tigela de inhame.
- Bebê de borracha. Estou com tanta fome, poderia dar-me um pouco de seu inhame?
Ananse puxou a sua ponta do cipó para que parecesse que a boneca dizia sim com a cabeça, a fada, então, comeu tudo, depois agradeceu:
- Muito obrigada bebê de borracha.
Mas a boneca nada respondeu, a fada, então, ameaçou:
- Bebê de borracha, se você não me responder, eu vou te bater.
E como a boneca continuava parada, deu-lhe um tapa ficando com sua mão presa na sua bochecha cheia de cola. Mais irritada ainda, a fada ameaçou de novo:
- Bebê de borracha, se você não me responder, eu vou lhe dar outro tapa."
E como a boneca continuava parada, deu-lhe um tapa ficando agora, com as duas mãos presas. Mais irritada ainda, a fada tentou livrar-se com os pés, mas eles também ficaram presos. Ananse então, saiu de trás do arbusto, carregou a fada até a árvore onde estavam Osebo e Mmboro dizendo:
- Agora Moatia, você está pronta para encontrar Nyame o Deus do Céu.
Aí, ele foi a casa de Ianysiá sua velha mãe, sexta filha de sua avó e disse:
- Ianysiá venha comigo vou dá-la a Nyame em troca de suas histórias.
Depois, ele teceu uma imensa teia de prata em volta do leopardo, dos marimbondos e da fada, e uma outra que ia do chão até o Céu e por ela subiu carregando seus tesouros até os pés do trono de Nyame.
- Ave Nyame! - disse ele -Aqui está o preço que você pede por suas histórias: Osebo, o leopardo de dentes terríveis, Mmboro, os marimbondos que picam como fogo e Moatia a fada que nenhum homem viu. Ainda lhe trouxe Ianysiá minha velha mãe, sexta filha de minha avó.
Nyame ficou maravilhado, e chamou todos de sua corte dizendo:
- O pequeno Ananse, trouxe o preço que peço por minhas histórias, de hoje em diante, e para sempre, elas pertencem a Ananse e serão chamadas de histórias do Homem Aranha! Cantem em seu louvor!
Ananse, maravilhado, desceu por sua teia de prata levando consigo o baú das histórias até o povo de sua aldeia, e quando ele abriu o baú, as histórias se espalharam pelos quatro cantos do mundo vindo chegar até aqui.